# Anonychomyrma procidua
Anonychomyrma procidua är en myrart som först beskrevs av Wilhelm Ferdinand Erichson 1842.  Anonychomyrma procidua ingår i släktet Anonychomyrma och familjen myror. Inga underarter finns listade i Catalogue of Life.